# Église Sainte-Croix d'Oloron
Pour les articles homonymes, voir Église Sainte-Croix.
L’église Sainte-Croix est un édifice religieux situé dans la commune d'Oloron-Sainte-Marie, dans le département français des Pyrénées-Atlantiques. Elle est classée monument historique en 1846.

## Présentation

### Histoire
Elle est contemporaine de la création de la ville de Sainte-Croix en 1080 : Sainte-Croix est l'ancienne ville féodale au cœur d'Oloron-Sainte-Marie. 
Amat, évêque d'Oloron, puis archevêque de Bordeaux en 1089, pose la première pierre de l'église à l'emplacement d'une basilique disparue. Elle a été achevée sous l'abbatiat d'Odon de Bénac, abbé de l'abbaye de Saint-Pé-de-Bigorre, successeur d'Amat. Les chanoines de l'église sont soumis à la règle des Augustins. Ce n'est qu'en 1102 que l'évêque Roger de Sentis construisit la nouvelle cathédrale Sainte-Marie.
C'était l'église paroissiale de l'ensemble de la ville d'Oloron avant la construction d'une église place Saint-Pierre, au XIVe siècle.
L'église a été transformée en temple protestant en 1569, rendue au culte catholique en 1621 sous la direction des Cordeliers.
Elle est dans un triste état quand elle est classée au titre des monuments historiques, en 1846.
Sous le Second Empire, son curé et historien, l'abbé Menjoulet, a entrepris sa restauration et son agrandissement.

### Descriptif
L'église a été construite suivant le plan bénédictin avec une nef et deux collatéraux se terminant sur un chœur avec une abside et deux absidioles voûtées comme l'abside en cul-de-four, après le transept. 
Le portail principal, d'époque romane, est situé au nord. Deux chapiteaux sculptés surmontent les deux colonnes supportant la voussure interne.
Un portail de style néo-roman avait été ajouté sur la façade occidentale au XIXe siècle, il a été supprimé au XXe siècle afin de restaurer l'église dans son architecture originale.
La croisée du transept est couverte d'une coupole centrale byzantine, enveloppée extérieurement d'un tambour cylindrique. Le bras nord du transept est surmonté d'un clocher.
La coupole à nervures est d'inspiration mozarabe comme on peut le voir à celle du palais de l'Aljaferia de Saragosse ou de la mosquée de Cordoue. Ce même type de coupole se retrouve à l'église Saint-Blaise de L'Hôpital-Saint-Blaise.

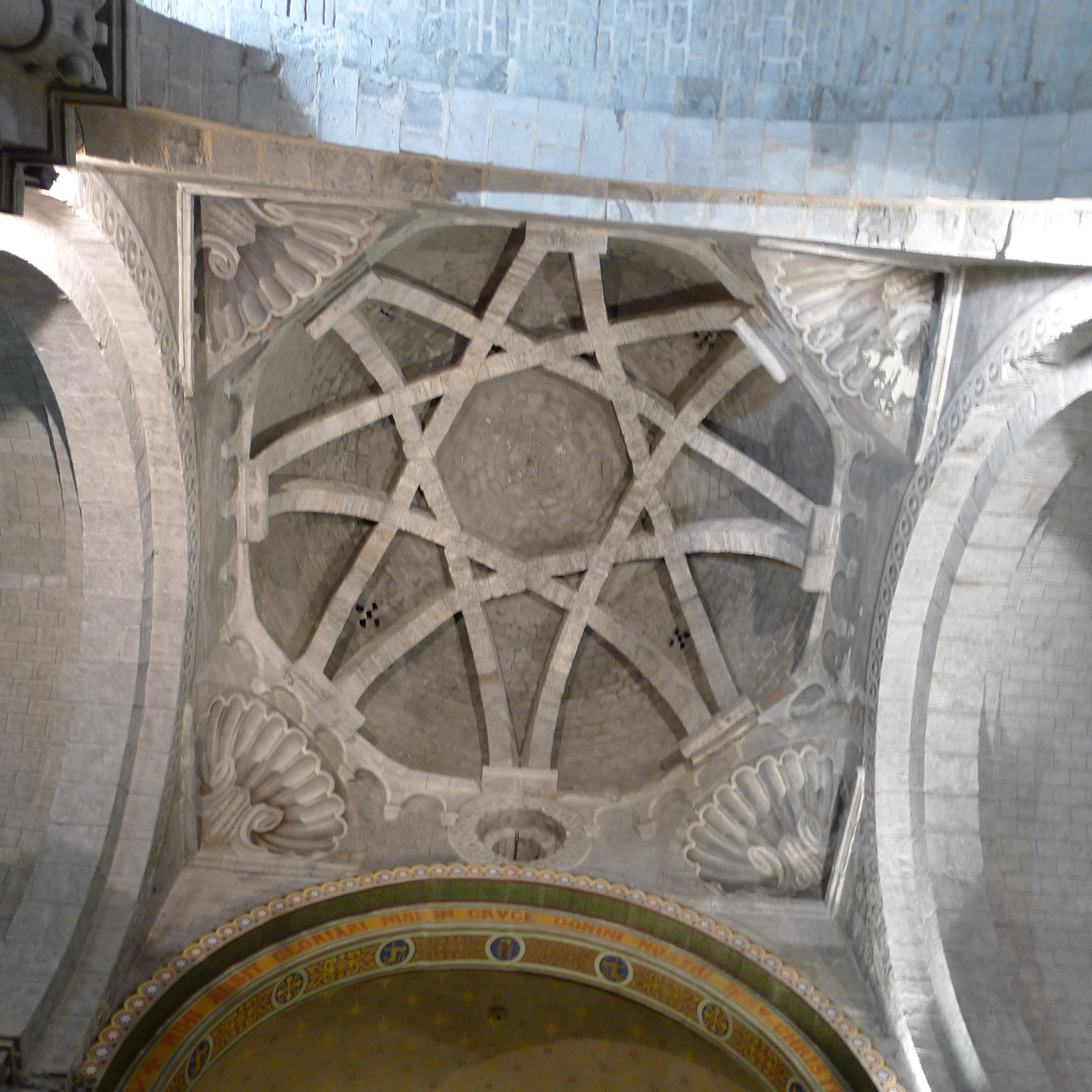
Coupole de l'église Sainte-Croix.
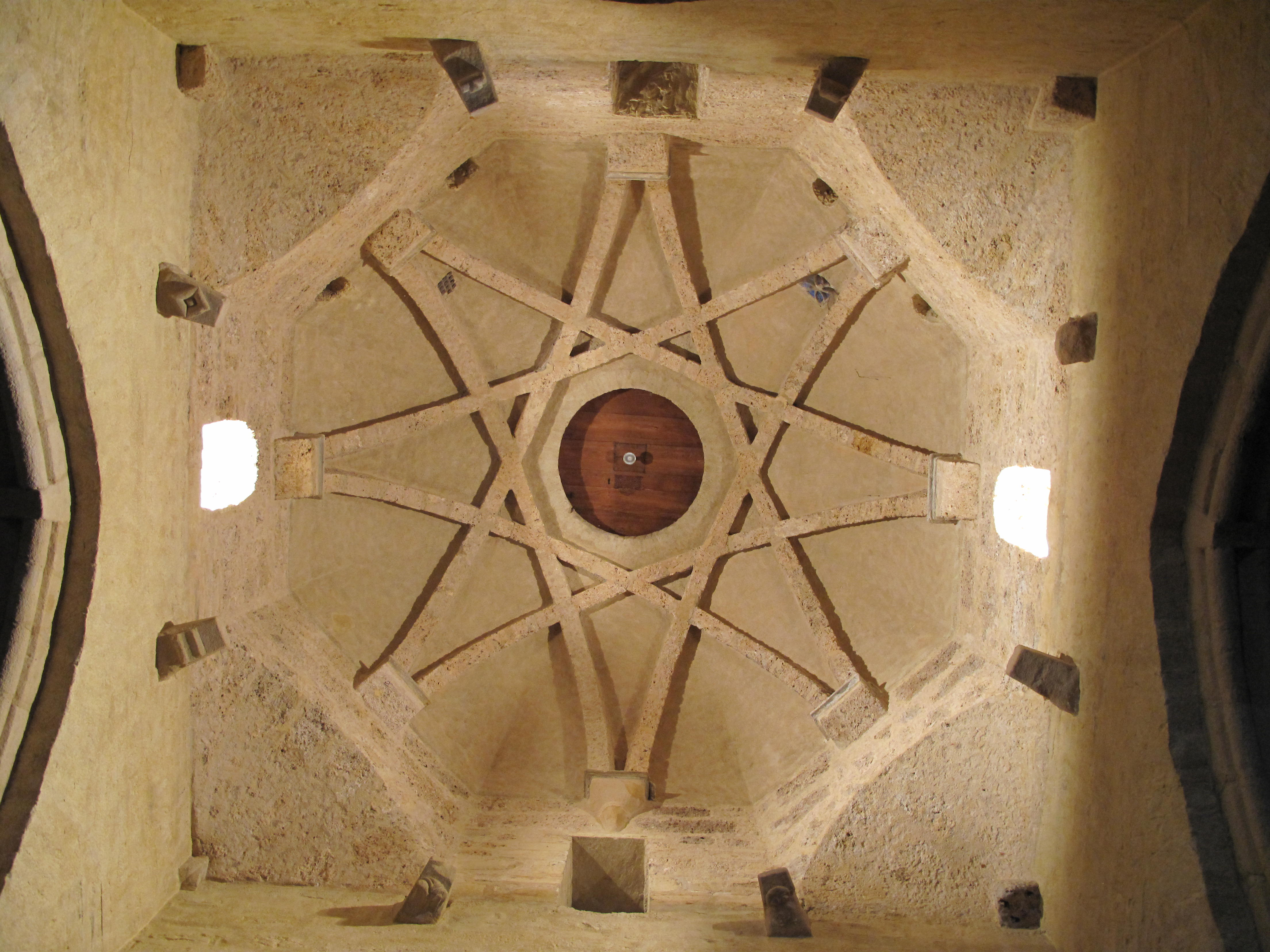
Coupole de l'église Saint-Blaise de L'Hôpital-Saint-Blaise.
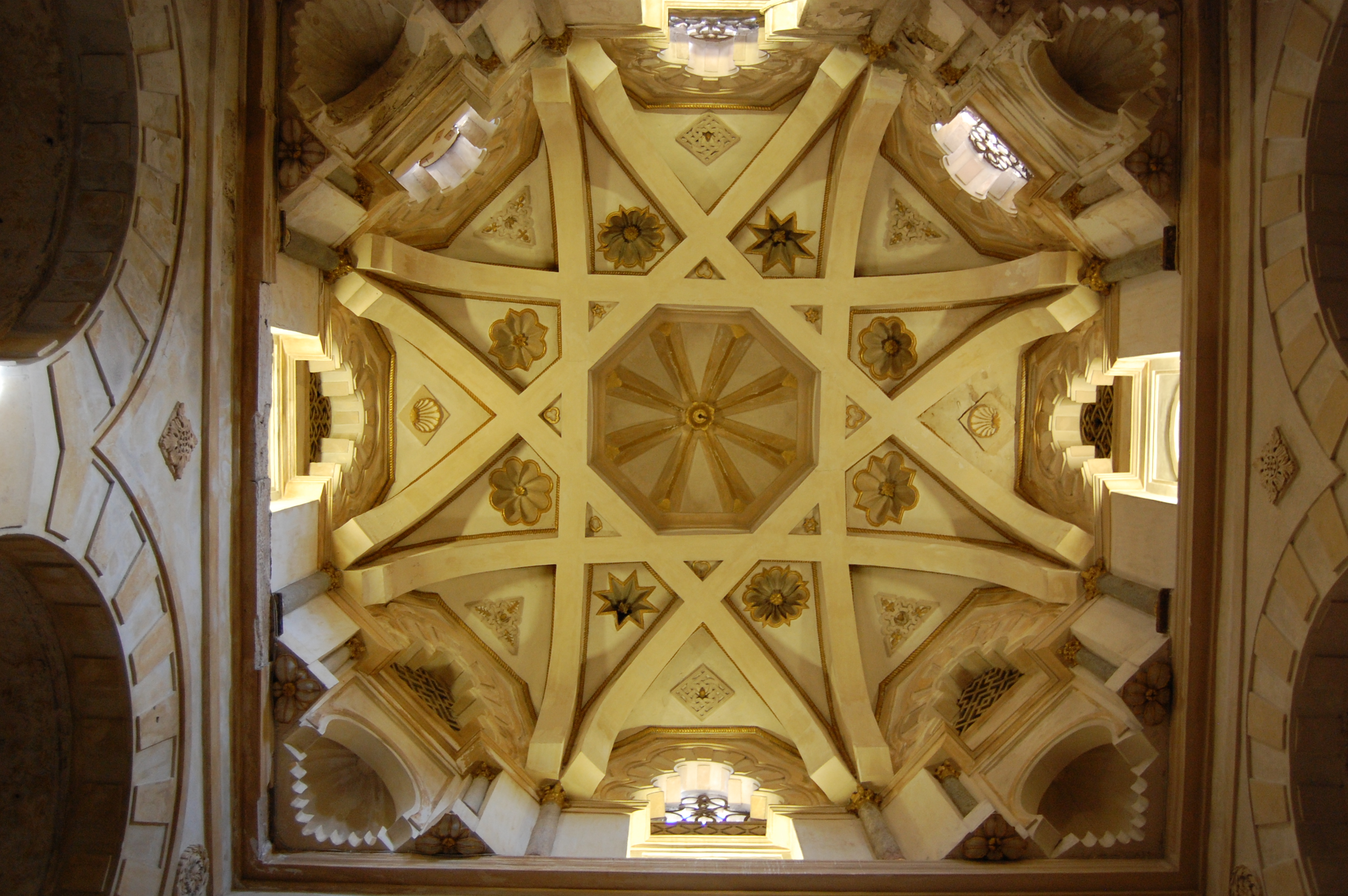
Coupole de la mosquée de Cordoue.

La nef est voutée en berceau, les collatéraux en demi-berceaux. Les voutes sont supportés par des piliers de section cruciforme sur soubassements circulaires (configuration fréquente dans les églises romanes du midi de la France selon G.Andral). 

Nef et collatéraux ont conservé des chapiteaux romans à motifs principalement végétaux (un des chapiteaux de la nef présente cependant des singes accroupis). Ceux de l'abside et de l'absidiole sud illustrent des thèmes de l'Ancien et du Nouveau Testament avec des scènes profanes. Les chapiteaux de l'abside ont été peints (ou repeints) au XIXe siècle.

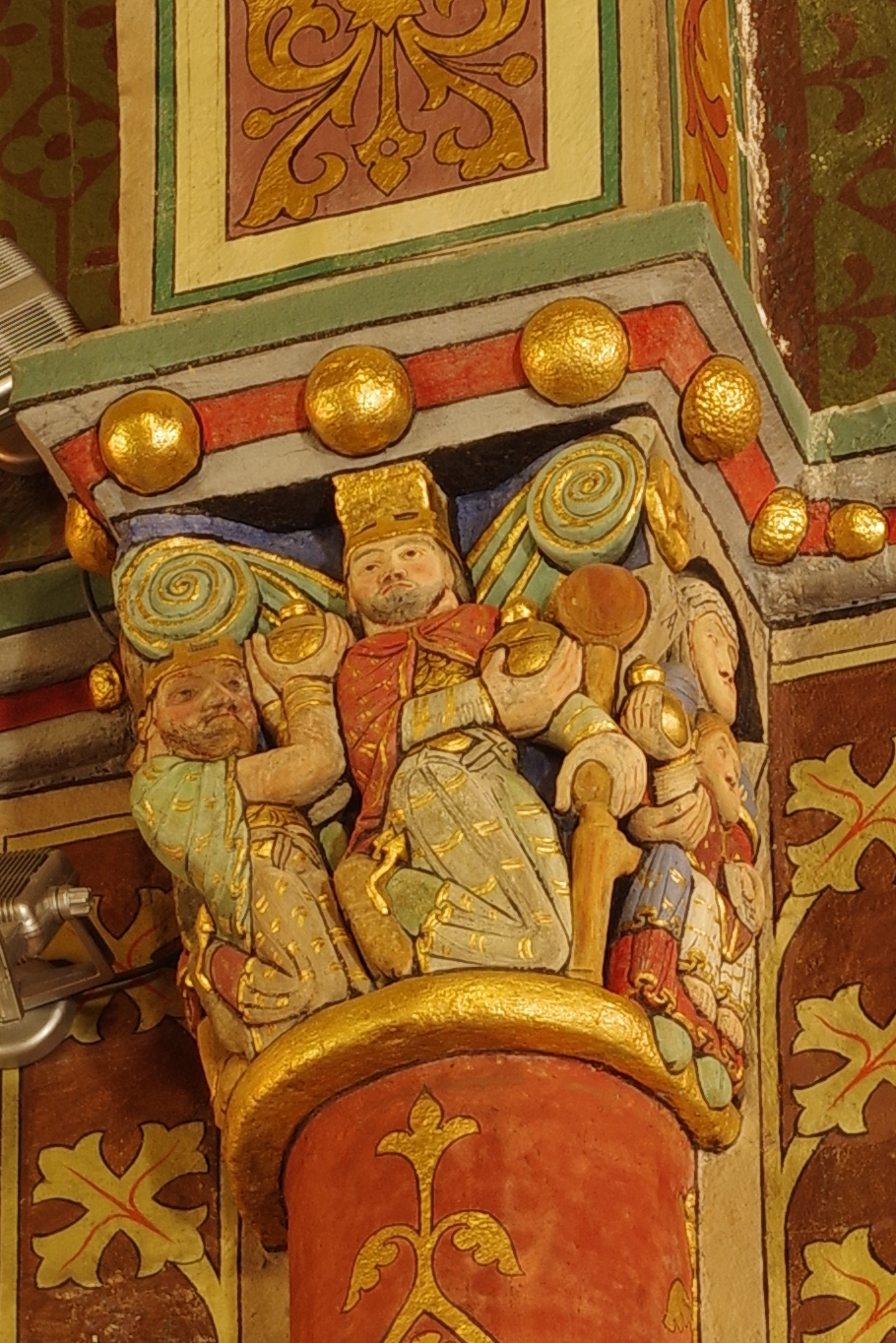
Les rois Mages.
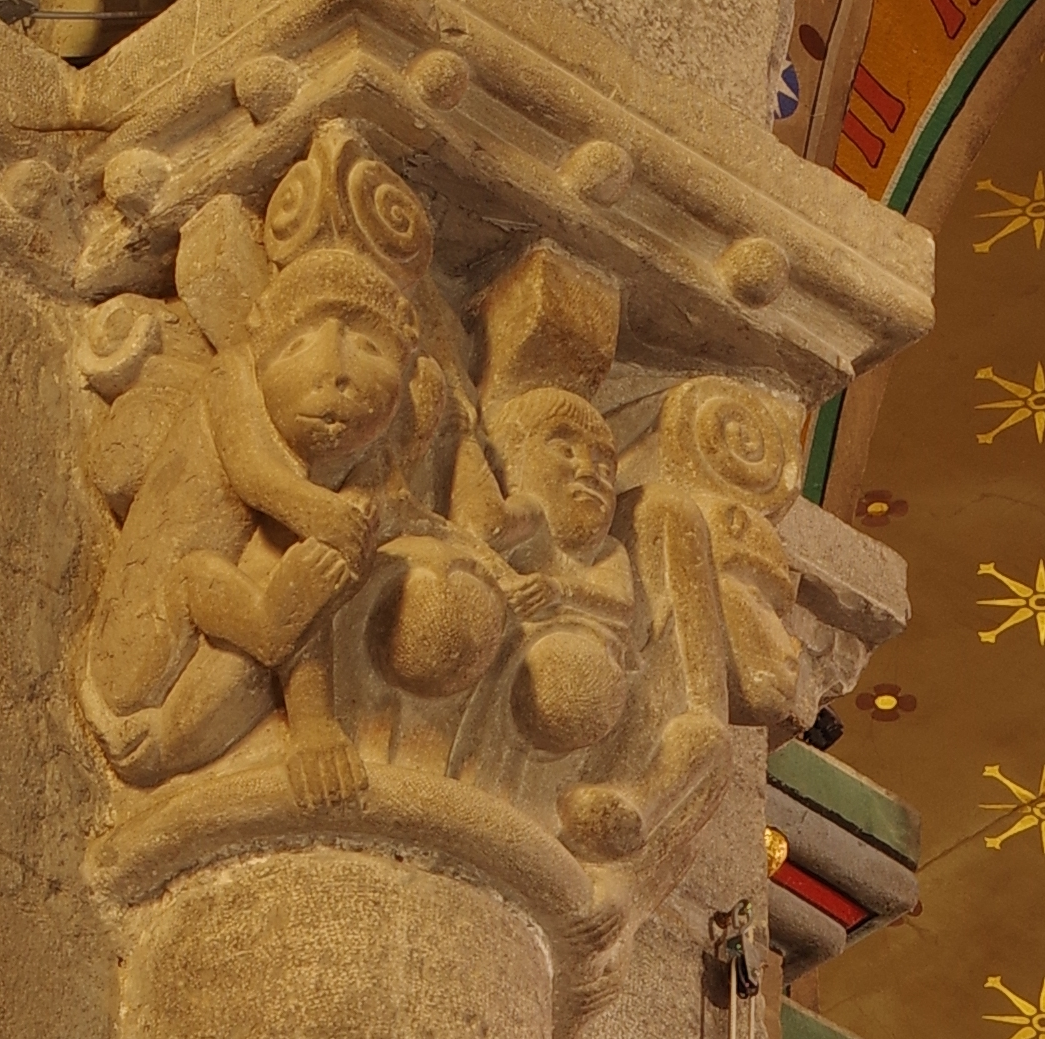
Singes à l'entrée du chœur.
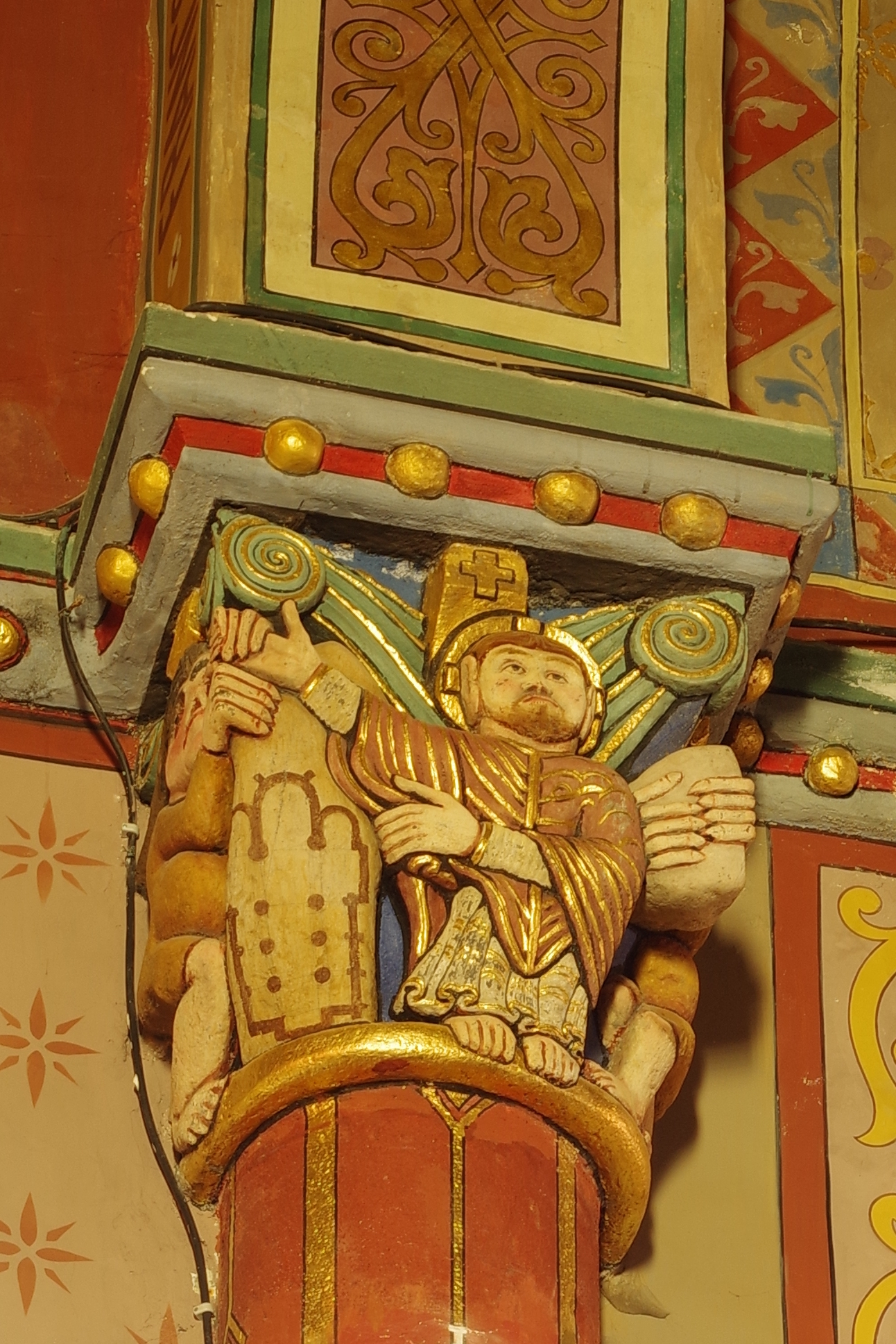
Saint homme à nimbe cruciforme présentant le plan de l'église.

Un décor a été peint au XIXe siècle :

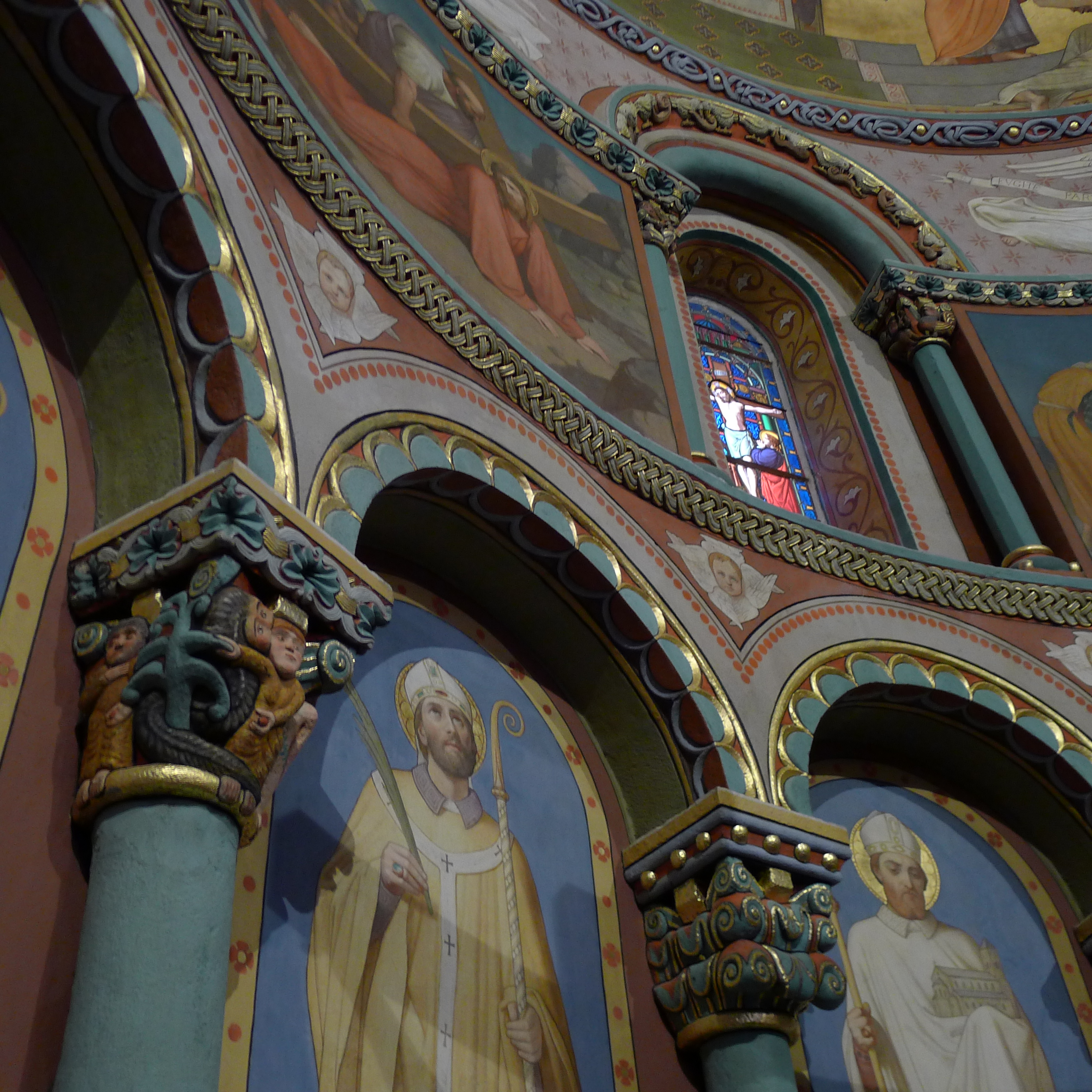
Chapiteaux et peintures de l'abside.

- la Passion du Christ a été réalisée par Bertrand Bernard, peintre décorateur de Bagnères-de-Luchon ;
- le Jugement dernier, les martyrs et les évêques locaux de l'abside[N 3], l'Agonie dans le jardin des oliviers[N 4], la Résurrection du Christ[N 5], les anges[N 6] sont dus au peintre Romain Cazes, peintre d'histoire à Paris, élève d'Ingres[N 7].

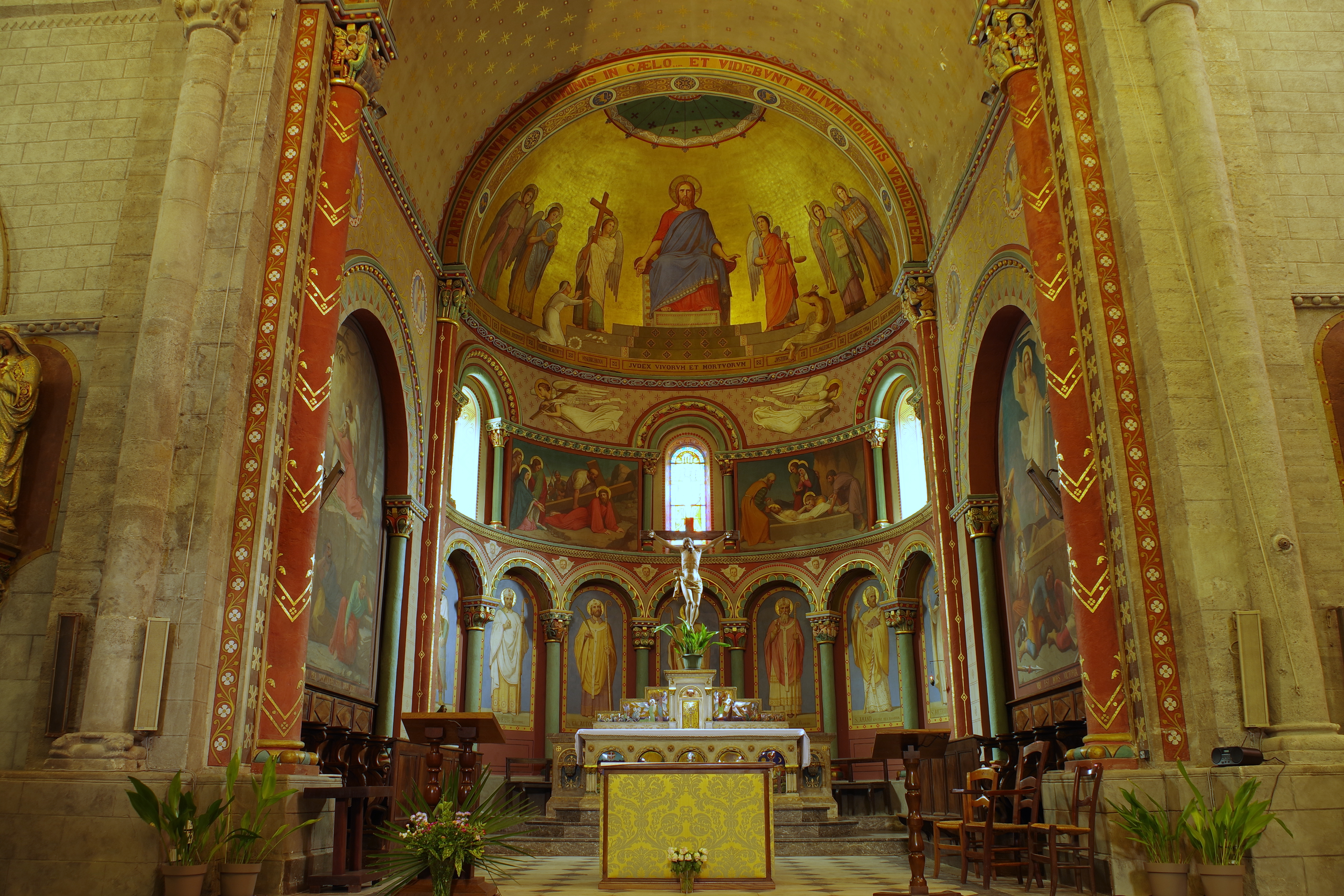
Abside décorée par Romain Cazés et Bertrand Bernard.

Au sol, un grand nombre de pierres tombales mises au jour et étudiées lors d'une fouille réalisée en 1986, elle datent du XVIIe siècle et XVIIIe siècle.

## Mobilier
L'église possède une chaire et des stalles réalisées par un menuisier local, Raymond Diumidou, dit Magna, en 1717. Ces objets ont été inscrits à titre d'objet en 1974.

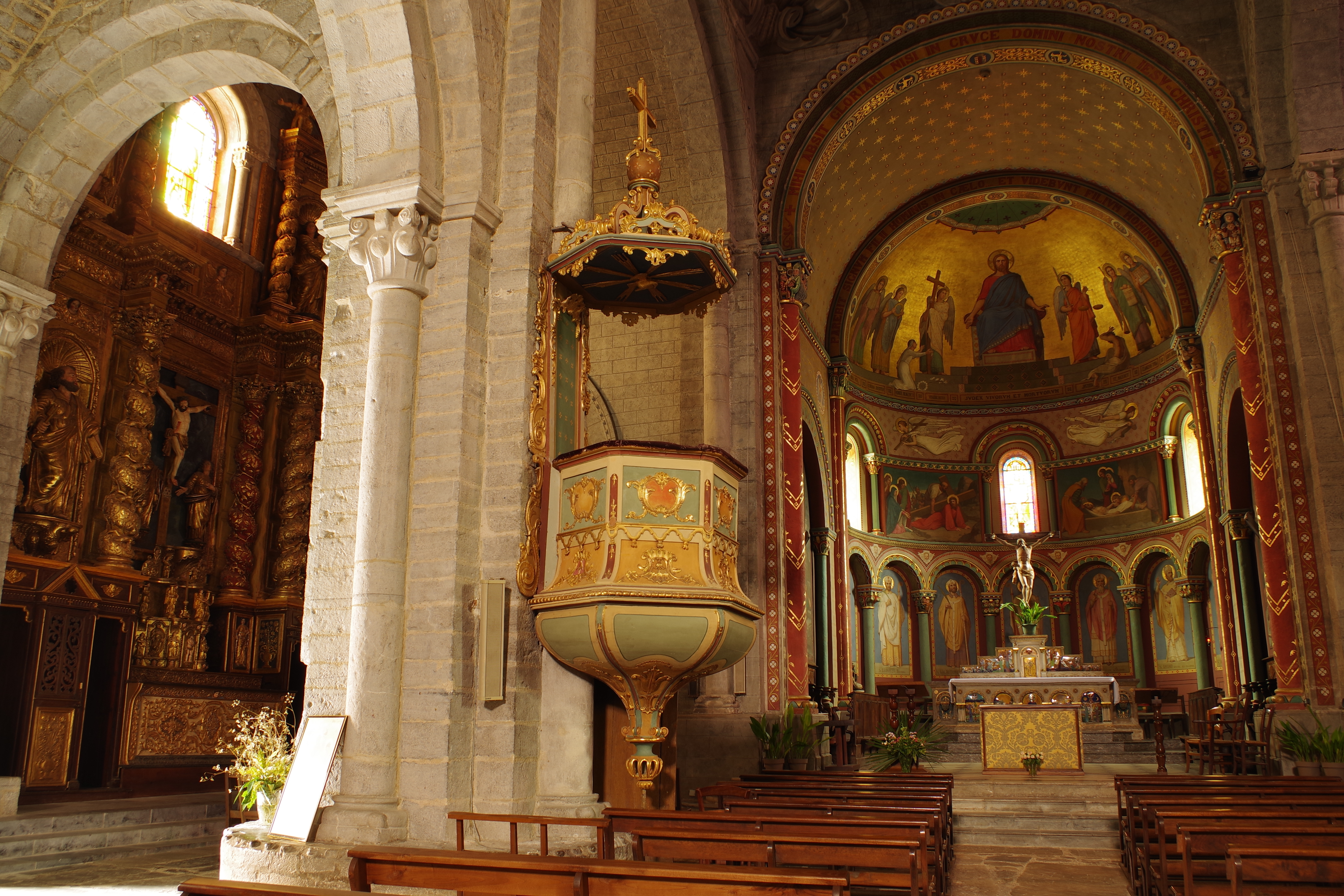
Chaire du début du XVIIIe siècle classée monument historique.

L'autel et le retable de style baroque espagnol ont été achevés en 1708 par Jean Dartigacave, membre d'une famille de sculpteurs de Lescar, connue pour ses réalisations d'œuvre baroques. Il a été placé dans le bras nord du transept. Il est classé au titre des monuments historiques en 1959